# Aos Vivos (álbum de Trilha Sonora do Gueto)
Aos Vivos é o segundo álbum do grupo de rap brasileiro Trilha Sonora do Gueto, o primeiro ao vivo. Foi gravado em um show em São Paulo, no ano de 2006. As principais músicas são Favela Sinistra e 3ª Opção, esta última que gerou bastante polêmica.
O álbum não teve tanta repercussão como o anterior, Us Fracu num Tem Veiz, tanto é porque um tempo depois, no mesmo ano, o Trilha Sonora do Gueto lançou um DVD, chamado Kumigu kem kise, Kontra mim kem Puder, que já era anunciado há tempo.

## Faixas
1. Veja
2. 3ª Opção
3. Guerra é Guerra
4. Vermes Da Terra
5. Capítulo do Crime
6. Favela Sinistra
7. Abertura Banda TSG
8. Programado Para Morrer
9. Torço Pru Bem
10. Deus é Mais
11. Vida Loka Também Ama
12. U Preço da Glória
13. Um Pião De Vida Loka
14. Agradecimentos